# Хунчжаоїт
Хунчжаоїт — мінерал, водний борат магнію.
На честь китайського мінералога Чжан Хун-Чжао. (Цюй І-хуа, Се Сянь-де, Цянь Цзи-цян, Лю Лай-бао, 1964).

## Опис
Хімічна формула:
- 1. За Є. К. Лазаренком: Mg[B4O7]•9H2O.
- 2. За К.Фреєм: Mg(H2O)5B4O5(OH)4•2H2O.

Містить (%): MgO — 11,80; B2O3 — 40,77; H2O — 47,43.
Сингонія моноклінна. Псевдогексагональний вид. Колір білий.

## Поширення
Знайдений у Китаї в боратовому родовищі озерного типу в жовнах боронатрокальциту.